# Бедешть (П'єтрошань, Арджеш)
Бедешть, Бедешті (рум. Bădești) — село у повіті Арджеш в Румунії. Входить до складу комуни П'єтрошань.
Село розташоване на відстані 127 км на північний захід від Бухареста, 34 км на північ від Пітешть, 125 км на північний схід від Крайови, 79 км на південний захід від Брашова.

## Населення
За даними перепису населення 2002 року у селі проживала 1541 особа. Усі жителі села рідною мовою назвали румунську.
Національний склад населення села:
| Національність | Кількість осіб | Відсоток |
| -------------- | -------------- | -------- |
| румуни         | 1369           | 88,8%    |
| цигани         | 172            | 11,2%    |